# Paul Nipkow
Paul Nipkow (Paul Julius Gottlieb Nipkow) (Lauenburg, Pomeránia, 1860. augusztus 22. – Berlin, 1940. augusztus 24.) német mérnök és feltaláló.

## Életpályája

Nipkow-tárcsa

Felsőfokú tanulmányait – telefonálás és hírközlés, továbbá képalkotás – Neustadtban végezte. A diploma megszerzését követően Berlinbe ment tudományának fejlesztésére. Hermann von Helmholtzcal élettani optikát tanult, Adolf Slabyvel elektrofizikát. 1883 karácsonyán a lakásában kialakított laboratóriumban a kigondolt ötletét kipróbálva egy spirálisan-átlyukasztott lemezen (tárcsán) át egy képet, pontok és sorozatok mozaikjába rendezett, ezeket a jeleket fotocella segítségével megjelenítette. Ez a mechanikus képfelbontás és képösszerakás legrégibb és legjellegzetesebb szerkezete. A továbbításhoz a képet elektromos jelek sorozatává alakítja át. Ezt a technikai megoldást később Nipkow-tárcsának nevezték el. Mechanikus képmegjelenítőjét 1884-ben jelentette be a Császári Szabadalmi Hivatalnál. A kísérleti televíziózásban ezt a technikai megoldást 1938-ig alkalmazták. Ezt a készüléket tekintjük a televízió ősének.

## Sikerei, díjai
A német birodalmi vezetés 1935-ben Nipkowról nevezte el az első nyilvános televízió-állomást. A Birodalmi Távközlési Kamara (Reichsrundfunkkammer) televíziótanácsának tiszteletbeli elnöke. Munkásságának tiszteletére állami temetésben részesült.